# 感情

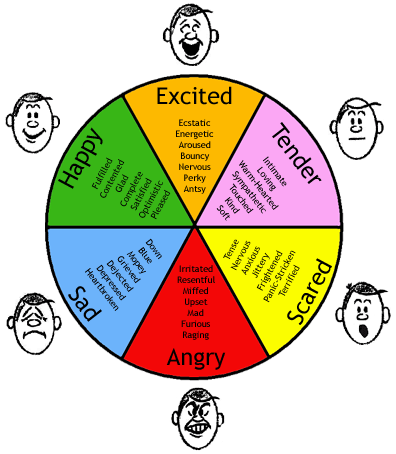
感情の例。上から時計回りに、興奮・愛情・恐怖・怒り・悲しみ・喜び。

感情（かんじょう）は、ヒトなどの動物がものごとや対象に対して抱く気持ちのこと。喜び、悲しみ、怒り、諦め、驚き、嫌悪、恐怖などがある（感情の一覧）。

## 概要
精神医学・心理学では感情（英: emotion）と気分（mood）を区別することがあり、前者の方がより一時的なものをさす（しばしば天気 weather と天候 climate に例えられる）。しかし両者を区別せずに使用する場合も多い。脳科学的には、感情は大脳の表面（大脳皮質）、および脳の深部（辺縁系など）、身体の密接な相互作用で成り立っているとする。また感情と思考や認知は、たとえその人が意識にのぼらせなくても密接に関係し合っている（「感情の脳科学」節参照）。
一般に人間（ヒト）は感情を抱くが、ヒト以外の哺乳類も、大脳辺縁系の構造はヒトと類似していること、辺縁系各部位に対する電気刺激や神経作用物質の投与により、不安・恐怖・怒りなどヒトの情動反応に類似した反応をみせることが古くから知られ、これらの動物にも感情（情動）があると推測されることも多い。ただし、比較認知科学的には研究が始まったばかりであり、あくまでも刺激と行動の相関関係が観測されているだけにすぎない、とする主張もある。
生活文化においては、単に「情」と略する事がある。他人の感情を深くくみ取り（感受性が高い）、場合によってはそれに伴った感情を態度（涙を流すなど）や行動に表すほどに心が豊かな事を「情に厚い」という。「情に厚い江戸っ子気質」などの語句に使用され、江戸っ子のいきの一つともされている。

## 感情の生物学
生物学的には感情は大きく四つの要因に分ける事ができる。（1）感情を引き起こす脳科学的メカニズム、（2）感情の社会的メカニズム、（3）個人の感情を形作る感情の個体発達、（4）種に普遍的な感情を形作った進化的機能である。前二者は至近要因、後二者は究極要因と呼ばれる。

### 至近要因-感情の脳科学
生理学的には、感情には身体感覚に関連した無意識な感情（emotion, 情動）と意識的な感情（feelingもしくはemotional feeling）と分類されることが多い。意識的感情（feeling）には、大脳皮質（大脳の表面）とりわけ帯状回、前頭葉が関与している。無意識感情には、皮質下（脳の中心の方）の扁桃体、視床下部、脳幹に加えて、自律神経系、内分泌系、骨格筋などの末梢系（脳の外の組織）が関与する。しかし、感情も情動も皮質と帯状回のみで成立する、という反論も存在する（Rollsたち）。
emotionについては情動を参照のこと。
たとえば我々が恐怖を感じるとき、同時に脈がはやくなり、口が渇き、手に汗を握るのを感じる。恐怖を感じているのは皮質であり、末梢の反応（動悸など）を起こすのは皮質下である。しかし感情について考えるとき、両者を切り離して考えることはできない。
アントニオ・ダマシオらは、スタンレー・シャクターらの感情の二要因説を発展させ、感情を体験・認識することは、刺激に対して発生した身体反応を説明するために皮質が作るストーリーであると主張している。例えば、被験者にアドレナリンを注射した後で不快な環境に置いたところ、アドレナリンの副作用を知らされていない被験者は、アドレナリンにより起こった動悸や冷や汗などの反応を環境のせいにし不快がったが、副作用を知らせておいた被験者はアドレナリンのせいだと判断し、不快さも少なかったという。つまり皮質が、身体の反応を、前後の文脈と照らし合わせて解釈し感情というストーリーを作ったということになる。
(注）シャクターらは、感情2要因説を1960年代に唱えたが、その後2要因となるような直接の証拠が得られなかったため、彼は自身の仮説を修正して、生理的基盤（＝情動）に基づいてその後感情が形成される、という感情の2段階説を唱えた（1982年）。これを発展させたのが、Lazarusたちで、感情を社会性も含めたより複雑なものとして定義した（罪悪感、やきもち、嫉妬、愛、なども含めた）。
マグダ・アーノルドの感情理論では、外界からの刺激に対して、まず危険であるか有益であるかを皮質下および帯状回で無意識に判断し、次に皮質でどう行動するかを判断する。その判断に基づいて末梢の反応（交感神経の興奮、骨格筋の緊張など）が起こり、最後に皮質にてそれを意識的な感情として認識する。この説の根拠となる実験的証拠は、強い感情を惹起する視覚刺激を短時間（30ms以下）呈示すると、意識上は認識できない（サブリミナル効果参照）にもかかわらず末梢では反応が見られるという事実である。しかし意識に関して、どこでどのように感情意識が発生しているか、という点については、いまだ諸説あり、詳細は不明である。
- 補足1
上記したような身体と感情の密接なつながりは、感情に関係する日常的な言葉にもよくみられる。例えば、「胸が痛む」、「断腸の思い」、「血湧き肉躍る」、「手に汗握る」、「胸をおどらせる」、「腹が立つ」、「はらわたが煮えくり返る」、「頭に血が上る」、「むかつく」、「苦々しい」、「鉛を呑んだような」、「ちむぐりさ（＝肝苦しい、沖縄方言）」など。このうちの幾つかは典型的な交感神経亢進反応であり、幾つかはそれらに起因するかもしれない消化管症状である。
- 補足2
精神疾患の治療に用いられる認知行動療法は、「認知の仕方を変えることによって感情を調整する」という理論に基づいており、皮質と皮質下の相互作用を応用した好例と言える。また、自律訓練法は「手が暖かい」「気持ちがおちついている」など、リラックスした身体状態をイメージしながら心身の緊張をとる訓練法であり、ストレス解消、心身症、神経症などの治療に用いられる。これも末梢の自律神経反応と感情の相互作用を応用した一例である。
- 2012年10月、脳神経外科の世界的権威であるエベン・アレグザンダーは「死後の世界は存在する」と発言した。かつては一元論者で死後の世界を否定していた人物であったが、脳の病に侵され入院中に臨死体験を経験して回復した。退院後、体験中の脳の状態を徹底的に調査した結果、昏睡状態にあった7日間、脳の大部分は機能を停止していたことを確認した。そしてあらゆる可能性を検討した結果、「あれは死後の世界に間違いない」と判断して、自分の体験から「脳それ自体は意識を作り出さないのでは？」との実体二元論の仮説を立てている。

#### 個体発達
幼い赤ん坊でも生後数日で母親の表情に反応するようになる。また宙に浮いた物体を見せると長く見つめるなど、何らかの感情を持っていると考えられる。主要な感情は4歳頃までには形成される。

### 進化心理学で想定する要因
進化心理学では、感情の仕組みは、環境に応じて素早く行動を決定するための生物学的適応であり、進化の過程で形成されたと考える。進化心理学者は親族間の愛情は血縁選択によって、親子間、夫婦間の愛情と反目は親子の対立、性的対立の要因によって進化したと考えている。またレダ・コスミデスのような研究者はそれぞれの感情が異なる選択圧によって形成され、異なる機能を持ち、したがって異なる神経的基盤あるいはモジュールを持つと考えている。ロバート・トリヴァース、リチャード・アレグザンダー、マーティン・ノヴァクといった進化生物学者とゲーム理論家は、友情、協力、裏切り、罪悪感、公平さ、道徳観などを引き起こす動機として一部の感情が進化し、それは互恵的利他主義と間接互恵性、一般互酬性の理論から導きだせると考えている。このような視点からは、感情は少なくとも部分的には生得的であり、一般認知能力からある程度独立しており、内外の刺激に対して瞬時に自律的に発動すると考えられる。この生物学的適応という視点は機能主義心理学にも遡ることができる。

## 感情の分類

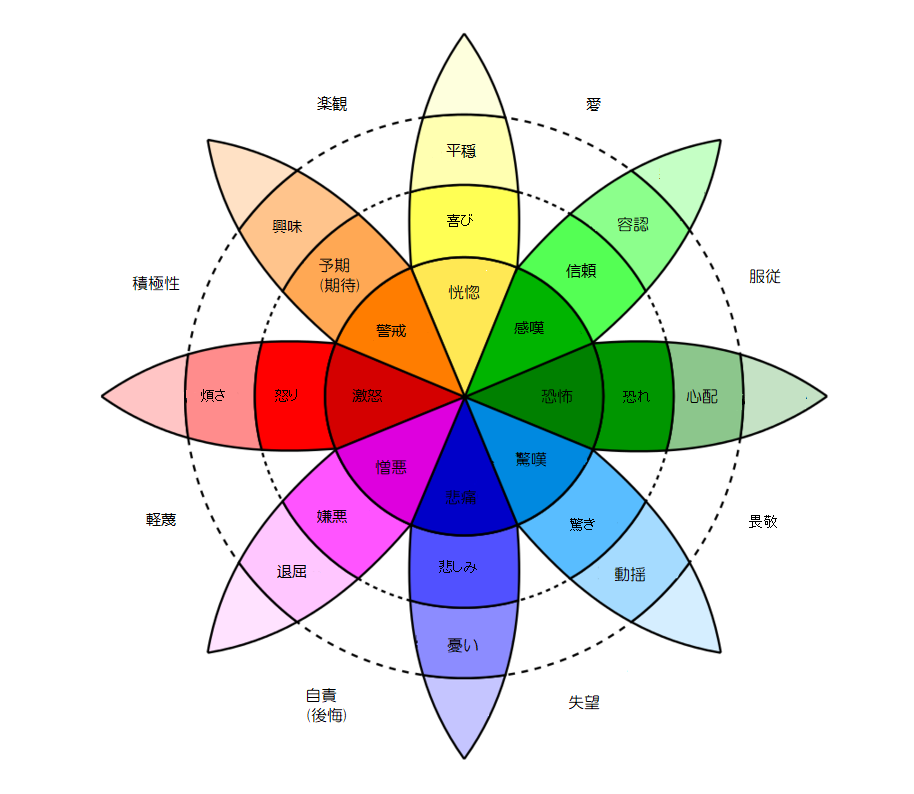
プルチックの感情の輪。このほかに、感情が干渉しあうプルチックの混合感情図（Dyad、ダイアド）がある。

ラッセルの円環モデル。1980年に James Russell によって提案された。

人間にはどのような感情があるのかについては古来様々に議論されてきた。以下に、歴史的文化的経緯、感情研究の歴史に基づく分類、
詳しくは感情の一覧を参照。

### 六情
一般に、6種類の代表的な感情として、
1. 喜
2. 怒
3. 哀
4. 楽
5. 愛 (いとしみ)
6. 憎 (にくしみ)

が総称されることが多い。

### 中国の五情（ごじょう）
人間の持つ代表的な感情を、
1. 喜 (よろこび)
2. 怒 (いかり)
3. 哀 (かなしみ)
4. 楽 (たのしみ)
5. 怨 (うらみ)

の五つにまとめて表す。

### 七情
書物によって七情の内容は異なる。
三字経
```
「曰喜怒、曰哀懼、愛悪欲、七情具」とあり、
```

1. 喜
2. 怒
3. 哀
4. 懼 (おそれ)
5. 愛 (いとしみ)
6. 悪 (にくしみ)
7. 欲

の七情が人にそなわっていると言う。
中国医学
喜怒憂思悲恐驚の七情あり、日本で馴染みが無い語である、思は考えの意である。これらが過剰となると精神障害が起きるとされる。

### 部首が「心」で感情を表す漢字
忌 (いむ) ・忍 (しのぶ) ・怒 (いかる) ・恐 (おそれる) ・恥 (はじらう) ・恋 (こい) ・悲 (かなしい) ・愁 (うれえる) ・慕 (したう) ・憂 (うれえる) ・怪 (あやしむ) ・怖 (こわい) ・悔 (くやむ) ・恨 (うらむ) ・惜 (おしむ) ・悼 (いたむ) ・愉 (たのしむ) ・憎 (にくむ) ・憤 (いきどおる) ・懐 (なつかしむ) 等々。

### 感情を表す和語
感情を表す形容詞および形容動詞 (例:かなしい) 、その感情をいだいている/いだく動作を表す動詞 (例:かなしむ) 、抽象化された名詞 (例:かなしみ) を示す。ただし、「愛する」「嫌悪する」の様に「 (漢字) +〜する」は漢語が混ざっているため除いた。
- 形容詞および形容動詞
かなしい・うらがなしい・ものがなしい・みじめだ・やるせない・たのしい・うれしい・しあわせだ・めでたい・いまわしい・はずかしい・うらめしい・にくたらしい・いやだ・きらいだ・さわやかだ・いつくしい・いとおしい・つまらない・おそろしい・こわい
- 動詞
このむ・よろこぶ・いかる・おこる・かなしむ・おそれる・はじらう・はにかむ・うれえる・あやしむ・うらむ・にくむ・いきどおる・むかつく・きらう・けぎらいする・めでる・うんざりする・あきる・びびる
- 名詞
よろこび・かなしみ・いかり・うらみ

### インドの伝統的な美学理論
ナヴァ・ラサ (人間の9つの基本的感情) というものがあり、それは、
1. シュリンガーラ (恋愛感情；恋する気持ち、愛する気持ち)
2. ハースヤ (滑稽な笑い)
3. カルナ (悲しみ)
4. ラウドラ (怒り)
5. ヴィーラ (勇ましい気持ち、活力あふれる気持ち)
6. バヤーナカ (恐れ)
7. ビーバッサ (嫌悪)
8. アドブタ (驚き・驚愕)
9. シャーンタ (平和)

の9つであるとされる (参考 ラサ) 。

### チャールズ・ダーウィン
悲しみ、幸福、怒り、軽蔑、嫌悪、恐怖、驚きという七つの基本的感情が、文化によって異ならず、普遍的に同じ方法で表現されると考えていた。また子供の成長やオランウータンの感情表現の観察を通して、人間と他の霊長類の類似性を見いだした。

### 心理学的な感情の分類
表情認知からみた感情の分類。ポール・エクマンは次の6つの感情は生物学的基盤を持ち、ヒューマン・ユニバーサルズであると結論した。
- 幸福感、驚き、恐れ、悲しみ、怒り、嫌悪

エクマンは1990年代にこのリストを拡張し、以下を加えた。
- 楽しさ、軽蔑、満足、困惑、興奮、罪の意識、功績に基づく自負心、安心、満足感、喜び、罪悪感

## 表情
感情は表情や仕草となってあらわれる。表情は非言語コミュニケーションの一部である。
表情は自律的に働き、訓練しないと意識的にコントロールできない。またヒューマン・ユニバーサルな性質であり、どの文化でも基本的な表情は共通している。進化的な視点からは、コミュニケーション信号は他個体を操作するために自由にコントロールできる方が有利であると考えられるが、そうなっていない。アモツ・ザハヴィのような一部の生物学者は、正直に自分の感情を伝えることがもっとも利益を得られるからだと考え、ハンディキャップ信号の一種ではないかと主張しているが、実際にどのような利益があるのかは明らかでない。

## 感情が冒される疾患や状態
- 感情・気分が冒される疾患の代表的なものは気分障害（うつ病、躁うつ病、躁病など）である。うつ病では抑うつ気分（落ち込んだ、疲れた、元気のない、悲しい、泣きたいような、嫌になる、死にたい、絶望的）を呈するが、躁状態では気分が爽快になり、元気で、活気にあふれている、自信満々、動き回りたいなどの気分を呈する。重症になると攻撃的な気分、怒りが前面に出てくる。
- しかし抑うつ気分を呈する疾患はうつ病だけではない。適応障害、統合失調症、摂食障害、パーソナリティ障害など様々な疾患に合併することがある。また、精神疾患に限らず、健康な人でも一時的に抑うつ的になることはよくある。
- 大脳辺縁系の一部をなす扁桃体やその周辺が破壊されると、クリューヴァー・ビューシー症候群（Klüver-Bucy syndrome）と呼ばれる、性行動異常、情動異常（サルの場合、ヘビを見ても全く怖がらず触ろうとする）、口唇傾向などを特徴とする状態になる。
- アレキシサイミア（alexithymia）は、精神医学の用語で、自らの感情を自覚・認知したり表現したりすることが不得意で、空想力・想像力に欠ける傾向のことをさす。この傾向を持つ人は心身症になりやすいといわれている。つまり自らの感情を認識することが苦手なため、身体の症状として現れてしまうという（詳しくはアレキシサイミア、心身症参照）。

### イスラム世界
音楽が人間に与える感情を利用して医療行為としての音楽療法が行われていた（ユーナーニー医学）。

## 感情に作用する薬物
- 抗うつ薬：抗うつ薬はうつ病、うつ状態の治療薬であり、落ち込んだ気分、意欲低下などを改善する。セロトニン系、ノルアドレナリン系、ドパミン系神経を賦活することで効果を発現する。抗うつ薬によってその3系統の神経系への働きの強さが異なり、薬剤ごとに薬効が異なる。
- 抗不安薬：ベンゾジアゼピン受容体に働くことで、不安を取り除く作用がある。
- 違法な薬物である覚醒剤は、脳のドーパミン系を強く興奮させることで快の気分を発現する。しかし同時にドーパミン系神経の異常を来たし、様々な副作用・後遺症を来たす。
- その他にも、アルコール、ステロイドなど様々な薬物が感情に作用する。

## 感情を分析する医療用工学技術
- 情動：感性制御技術の分野における、韻律からの感情認識がある。医療用工学技術としては、情動は興奮において90%以上の認識精度を持つが、感情は個人の認知ラベルの影響差があり、そこまでの精度は保障されない。
- 感情認識：独立行政法人・情報通信研究機構と株式会社AGIの共同研究において、fMRI用に使用可能な感情認識は音声からの感性制御技術STがある。しかし、音声が出ない状況では使用できない。
- その他にも、徳島大学などでは、表情からの感情認識の研究がされている。